# Aeroporto de Marseille-Provence
O Aeroporto de Marseille-Provence (IATA: MRS, ICAO: LFML) é um aeroporto situado a 27km de Marselha, na região de Marignane, na França. Também designado por Marseille-Marignane, o aeroporto tem sido administrado pela Câmara de Comércio e Indústria de Marseille Provence, desde 1934.